# A krími tatárok deportálása
A krími tatárok deportálása (krími tatár nyelven Qırımtatar halqınıñ sürgünligi, ukrán nyelven Депортація кримських татар, orosz nyelven Депортация крымских татар), más néven Sürgünlik (száműzetés) a krími tatárok ellen a szovjet kormány által 1944. május 18. és 20. között elkövetett etnikai tisztogatás és kulturális népirtás volt, amelynek során legkevesebb 191 044 főt deportáltak. A deportálást Lavrentyij Pavlovics Berija, belügyi és állambiztonsági népbiztos, az NKVD főnöke rendelte el Joszif Visszarionovics Sztálin nevében. Három nap leforgása alatt az NKVD marhavagonokban deportálta a nőket, gyermekeket, öregeket, de a Szovjetunió Kommunista Pártja és a Munkás-paraszt Vörös Hadsereg tagjait is, elsősorban az Üzbég Szovjet Szocialista Köztársaságba, több ezer kilométeres távolságra. A krími tatárok egyike volt ama nemzetiségeknek, melyek áldozatául estek Sztálin áttelepítési politikájának.
Hivatalosan a deportálást kollektív büntetésnek szánták egyes krími tatároknak a náci Németországgal való vélt kollaborálása miatt; újabb források szerint a deportálás része volt annak a szovjet tervnek, hogy utat nyerjenek a Dardanellák felé, és területeket nyerjenek Törökországban.
A deportálás során közel 8000 krími tatár halt meg, és több tízezren a száműzetésben vesztek oda a kemény körülmények miatt. A krími tatárok száműzetése nyomán 80 000 háztartás és 150 000 hektár földterület maradt gazdátlan. Ezt követően intenzív "tatártalanítási" kampány következett, hogy a krími tatárok létezésének a maradék nyomait is eltüntessék. 1956-ban az új szovjet vezető, Nyikita Szergejevics Hruscsov elítélte Sztálin politikáját, beleértve a különböző népcsoportok deportálását, de nem törölte el a krími tatárok visszatérésének tilalmát, holott más deportáltak esetében ezt megtette. Több évtizeden át maradtak Közép-Ázsiában egészen az 1980-as évek végéig, a peresztrojka időszakáig, amikor 260 000 krími tatár visszatért a Krímbe. A visszatérési tilalmat hivatalosan semmissé nyilvánították, és 1989. november 14-én a Krím Legfelső Tanácsa bűncselekménynek nyilvánította a deportálásokat.
2004-ig annyi krími tatár tért vissza a Krímbe, hogy számuk elérte a félsziget lakosságának 12%-át. A Szovjetunió jogutódja, az Orosz Föderáció nem biztosított jóvátételt, nem kártalanította a deportáltakat az elveszett tulajdonukért, és nem indított eljárást a kényszer-áttelepítés elkövetői ellen. A deportálás kulcsfontosságú esemény volt a krími tatárok történetében, és a kisebb népcsoportok a Szovjetunió általi elnyomásának jelképévé vált. 2015. december 12-én az ukrán parlament határozatot bocsátott ki, amelyben az eseményt népirtásként ismerte el, és május 18-át a krími tatár népirtás áldozatainak emléknapjává nyilvánította.

## Háttere

A Krím a Fekete-tenger térképén

A krími tatárok 1441 és 1783 között uralták a Krími Tatár Kánságot, mígnem az Orosz Birodalom bekebelezte a Krímet, mely az orosz terjeszkedés célpontja volt. A 14. század végére, az Arany Hordabeli Üzbég kán áttérését követően a Krím törökül beszélő lakosságának többsége elfogadta az iszlámot. Ez volt az Arany Horda legtovább fennmaradó állama. Gyakran kerültek konfliktusba Moszkvával 1468-tól a 17. századig. A krími tatárok ellenségesek voltak az újonnan alakult orosz hatalommal szemben, így elkezdték elhagyni a Krímet. 1784 és 1790 között az egymillió főnyi lakosságból mintegy 300 000 krími tatár telepedett át az Oszmán Birodalomba.
A krími háború a krími tatárok újabb tömeges kivándorlását vonta maga után. 1855 és 1866 között legalább 500 000 muszlim (de a szám akár 900 000 is lehet), elhagyta az Orosz Birodalmat és telepedett át az Oszmán Birodalomba. Legalább egyharmaduk a Krímből származott, a többiek a Kaukázusból. A kivándorlók Krím teljes lakosságának a 15–23%-át tették ki. Az Orosz Birodalom ezt arra használta, hogy ideológiailag megalapozza az „Új Oroszország” további oroszosítását. Végül a krími tatárok kisebbségbe kerültek a Krímben, míg 1783-ban a lakosság 98%-át alkották, 1897-re ez az arány 34,1%-ra csökkent. Miközben a krími tatárok kivándoroltak, az orosz kormányzat támogatta a félsziget oroszosítását, oroszokat, ukránokat és más szláv népeket telepítve be; az oroszosítás a szovjet korszakban is folytatódott.
Az 1917-es októberi orosz forradalom után, 1921. október 18-án a Krím autonómiát kapott a Szovjetunión belül, de az 1920-as évekbeli kollektivizálás súlyos éhínséghez vezetett, amelynek mintegy 100 000 krími esett áldozatául, mert terményeiket a Szovjetunió „fontosabb” régióiba szállították. Becslések szerint az áldozatok háromnegyede krími tatár volt. Helyzetük tovább romlott, amikor Sztálin lett a szovjet vezető, és olyan elnyomást vezetett be, amely legalább 5,2 millió szovjet állampolgár halálához vezetett 1927 és 1938 között.

### II. világháború
1940-ben a Krími Autonóm Szovjet Szocialista Köztársaságnak mintegy 1 126 800 lakosa volt, ebből 218 000 fő, vagyis a lakosság 19,4%-a volt krími tatár. 1941-ben a Harmadik Birodalom megtámadta Kelet-Európát, és nagy területet foglalt el a Szovjetunió nyugati részén. A krími tatárok eleinte a sztálinizmus alóli felszabadítóknak tekintette a németeket, akik pozitívan bántak velük már az első világháborúban is.
Miután a románok és a németek elfoglalták a Krím nagy részét, számos elfogott krími tatár, aki a Vörös Hadseregben szolgált, hadifogolytáborba került. Noha a nácik kezdetben az összes „alsóbbrendű ázsiai” meggyilkolására buzdítottak, és parádéztak a "mongol szubhumán"oknak nevezett krími tatárok fogolytáborai körül, a Vörös Hadsereg határozott ellenállása hatására megváltoztatták politikájukat. 1942-től kezdve a németek besorozták a szovjet hadifoglyokat, hogy kisegítő hadsereget alakítsanak. A dobrudzsai tatár nacionalista Fazil Ulkusal és a lipek Edige Kirimal segítettek a krími tatárok kiszabadításában a fogolytáborból és besorozásukban a Wehrmachtba. Ez a légió végül nyolc zászlóaljból állt. 1941 novemberétől kezdve a német hatóságok megengedték a krími tatároknak, hogy muszlim bizottságokat alakítsanak egyes városokban, jelképesen valamiféle helyi önkormányzati hatóságnak ismerve el ezeket, jóllehet nem kaptak semmi politikai hatalmat.
| Év   | Szám    | Arány |
| 1783 | 500 000 | 98%   |
| 1897 | 186 212 | 34,1% |
| 1939 | 218 879 | 19,4% |
| 1959 | —       | —     |
| 1979 | 5422    | 0,3%  |
| 1989 | 38 365  | 1,6%  |
| ---- | ------- | ----- |

Számos krími tatár ellenállt a megszállásnak, és támogatta az ellenálló mozgalmat az értékes stratégiai és politikai információk megszerzésében. Más krími tatárok a szovjet partizánok oldalán harcoltak, mint például a 250 krími tatárból álló Tarhanov-mozgalom, amely 1942-től kezdve egészen a megsemmisítéséig harcolt. Hat krími tatárt a Szovjetunió Hőse címmel tüntettek ki, és több ezret kitüntettek a Vörös Hadseregben.
Mintegy 130 000-en haltak meg a Krím tengelyhatalmak általi megszállása során. A nácik brutális megtorló intézkedéseket vezettek be, több mint hetven falut pusztítottak el, amelyek a krími tatár lakosság mintegy 25%-ának az otthona volt. Több ezer krími tatárt „Ostarbeiter”-ként német gyárakba szállítottak kényszermunkára a Gestapo felügyelete alatt, ami a krími tatár támogatás teljes elvesztésével járt. 1944 áprilisában a krími offenzívában a Vörös Hadseregnek sikerült kiszorítania a tengelyhatalmakat a félszigetről.
A Hiwiket (segítők), családjaikat, és a muszlim bizottságokkal kapcsolatban állókat a Wehrmacht Németországba, Magyarországra vagy Dobrudzsába evakuálta, ahol csatlakoztak a keleti türk divíziókhoz. Így a visszavonuló Wehrmacht a kollaboránsok többségét kimenekítette a Krímből. Ezt számos szovjet tisztviselő is elismerte, és visszautasították azt a vádat, hogy a krími tatárok tömegesen elárulták a Szovjetuniót. A Berlinből szervezett muszlim bizottságok szálkát jelentettek a szovjet kormány szemében, amelyet már akkor is aggasztott Törökország.
Információhamisítás a propagandában
A szovjet kiadványok kirívóan meghamisították a Vörös Hadseregben szolgáló krími tatárokra vonatkozó információkat, odáig menve, hogy a krími tatár Uzeir Abduramanovot, a Szovjetunió Hősét azerinek tüntették fel az Ogonyok egyik 1944-es számának címlapján – annak ellenére, hogy családját krími tatárként alig pár hónappal korábban deportálták. A Tauria hegyeiben című könyv azt állította, hogy Bekir Osmanov önkéntes partizán felderítő német kém volt, és agyonlőtték, holott a központi bizottság utóbb elismerte, hogy soha nem szolgálta a németeket, és túlélte a háborút. A későbbi kiadásokat javították, miután a még élő Osmanov és családja jelezték a nyilvánvaló hamisítást.

## Deportálás

A krími etnikai tisztogatás kronológiája. Látható a krími tatárok számának meredek csökkenése a deportálás után

A hivatalos indoklás szerint a szovjet kormány a tengelyhatalmakkal való kollaborálás miatt alkalmazott kollektív büntetést tíz nemzeti kisebbséggel, köztük a krími tatárokkal szemben. A büntetés egyik formája a deportálás volt Közép-Ázsia távoli vidékeire és Szibériába. Az 1940-es évek végéről származó szovjet beszámolók árulók nemzetségének nevezik a krími tatárokat. Noha a krími tatárok tagadták, hogy árulást követtek volna el, az elgondolást a szovjet korszakban széles körben elfogadták, és megmaradt az orosz tudományos és népszerű irodalomban.
1944. május 10-én Lavrentyij Pavlovics Berija azt tanácsolta Sztálinnak, hogy a krími tatárokat áruló tetteik miatt messzire kellene deportálni a határvidékről. Ezt követően Sztálin kiadta a krími tatárok kitelepítéséről szóló № 5859szsz GKO rendeletet. A deportálás csak három napig tartott, 1944. május 18–20. között, amely alatt az NKVD ügynökei bejárták a házakat, összegyűjtötték a krími tatárokat, lepecsételt marhavagonokba kényszerítették őket, amelyek az Üzbég Szovjet Szocialista Köztársaság távoli vidékeire, közel 3200 kilométerre szállították őket. A krími tatárok családonként legfeljebb 500 kilogrammos csomagot vihettek magukkal a tulajdonukból. Csak azok a krími tatár nők kerülhették el ezt a sorsot, akiknek a férje valamelyik nem büntetett etnikai csoporthoz tartozott. A száműzött krími tatárok több héten át utaztak a túlzsúfolt vagonokban, nélkülözve a vizet és élelmet. A becslések szerint legalább 228 392 embert deportáltak a Krímből, ebből legalább 191 044 krími tatár volt 47 000 családból. Miután a lepecsételt vasúti kocsikban a hosszú út során 7889-en meghaltak, az NKVD 183 155 életben maradt krími tatárt jegyzett fel a Közép-Ázsiába megérkezésükkor. A deportáltak többségét a krími falvakból gyűjtötték össze, a száműzöttek közül csak 18 983 jött krími városokból.
1944. július 4-én az NKVD hivatalosan tájékoztatta Sztálint, hogy az áttelepítés befejeződött. Nem sokkal azonban a jelentés után az NKVD rájött, hogy egyik egysége elfelejtette deportálni az embereket az Arabat-földnyelvről. Ahelyett, hogy újabb vasúti szállítmányt szerveztek volna, az NKVD július 20-án több száz krími tatárt szállított be egy öreg hajóra, amelyet az Azovi-tenger közepére vittek, és ott elsüllyesztették. Azokat, aki nem fulladtak meg, géppuskával lőtték le.
Hivatalosan a krími tatárokat eltüntették a Krímből. A deportálás kiterjedt minden személyre, akit a kormányzat krími tatárnak tartott, beleértve a gyermekeket, nőket, öregeket, de még a Szovjetunió Kommunista Pártja valamint a Vörös Hadsereg tagjait is. Deportáltakként különleges jogállásuk volt, vagyis hivatalosan másodosztályú állampolgárokká lettek, akik nem hagyhatták el a számukra kijelölt területet, nem járhattak neves egyetemekre, és rendszeresen meg kellett jelenniük a parancsnoki iroda előtt.

Üzbegisztán, a deportálás fő célpontja

A tömeges kitelepítés során a szovjet hatóságok mintegy 80 000 házat, 500 000 marhát, 150 000 hektárnyi földet és 40 000 tonna mezőgazdasági terményt koboztak el. A krími tatárokon kívül deportáltak a félszigetről 9620 örményt, 12 420 bolgárt és 15 400 görögöt is. Mindannyiukat árulóknak minősítették, és évtizedekre másodosztályú állampolgárokká váltak a Szovjetunióban. A deportáltak között 283 egyéb nemzetiségű személy is volt: olaszok, románok, karaiták, kurdok, csehek, magyarok és horvátok. 1947–1948-ban a belügyminisztérium helyi szervei további 2012 hazatérő veteránt is deportáltak a Krímből.
Összesen 151 136 krími tatárt deportáltak az Üzbég SZSZK-ba; 8597-et a Mari Autonóm Szovjet Szocialista Köztársaságba, 4286-ot a Kazah Szovjet Szocialista Köztársaságba; a maradék 29 846-ot pedig az Orosz SZSZSZK távoli vidékeire. Amikor a krími tatárok megérkeztek az Üzbég SZSZK-ba, az üzbégek ellenségesen fogadták és kövekkel dobálták meg őket, még a gyermekeket is, mert azt hallották, hogy a krími tatárok árulók és fasiszta kollaboránsok. Az üzbégek tiltakoztak az ellen, hogy „az áruló nemzetek szeméttelepe” legyenek. Az elkövetkező években több támadást jegyeztek fel a krími tatárok ellen; ezek közül néhány halálos volt.

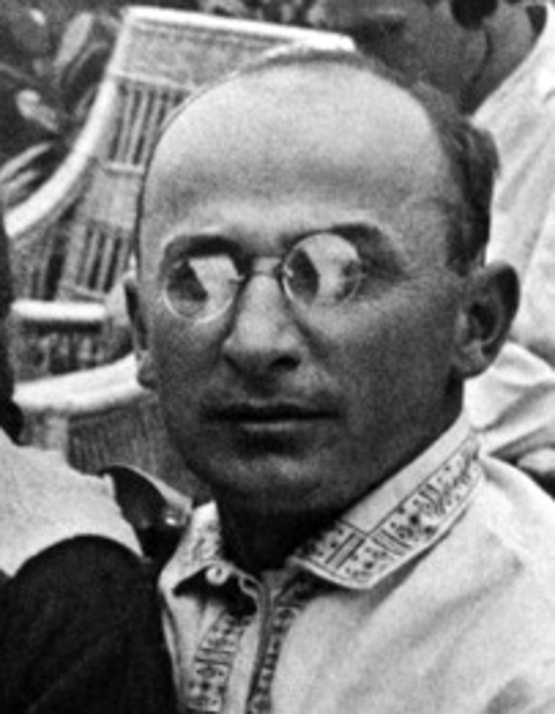
Berija, a szovjet NKVD vezetője

A krími tömeges deportálást Lavrentyij Pavlovics Berija, a szovjet titkosszolgálat vezetője szervezte, valamint beosztottai, Bogdan Zaharovics Kobulov, Ivan Alekszandrovics Szerov, B. P. Obrucsnyikov, Mihail Georgijevics Szvinyelupov és A. N. Apolonov. A végrehajtást Georgij Prokopjevics Dobrinyin a Gulág-rendszer helyettes vezetője, Grigorij Akimovics Bezsanov, az állambiztonság ezredese, I. I. Pijasev vezérőrnagy, Szergej Alekszejevics Kljopov állambiztonsági komisszár; Ivan Szamszonovics Seregyega altábornagy, Borisz Iljics Tyekajev állambiztonsági alezredes, valamint két helyi vezető, P. M. Fokin, a krími NKGB vezetője és Vaszilij Tyimofejevics Szergijenko alezredes vezette. A deportálás végrehajtásához az NKVD 5000 felfegyverzett ügynököt és az NKGB további 20 000 fegyverest és pár ezer reguláris katonát biztosított. Sztálin két 1944 májusi útmutatásából kiderül, hogy a szovjet kormányzat több része is részt vett a deportálás végrehajtásában, a finanszírozástól kezdve a szállításig.
1944. július 14-én a GKO 51 000 fő, többnyire oroszok, bevándorlását engedélyezte a Krím területén üresen álló 17 000 kollektív gazdaságba. 1945. június 30-án a Krími Autonóm Szovjet Szocialista Köztársaságot megszüntették.
A szovjet propaganda megpróbálta eltagadni az áttelepítést, az állítva hogy a krími tatárok önként telepedtek át Közép-Ázsiába. Lényegében viszont Paul Robert Magocsi történész szerint a Krímet etnikailag megtisztították. Ezt követően a „krími tatár” kifejezést száműzték az orosz-szovjet lexikonokból, és az összes krími tatár földrajzi nevet (városok, falvak, hegyek nevét) az összes térképen oroszra cserélték a széles körű tatártalanítási kampány részeként. A Krímben található muszlim sírokat és vallási objektumokat elbontották vagy szekuláris hellyé alakították. Sztálin uralma alatt még csak meg sem lehetett említeni, hogy ez a népcsoport valaha is létezett a Szovjetunióban. Ez egészen odáig ment, hogy az 1959-es, 1970-es és 1979-es szovjet népszámláláson sokaknak megtiltották, hogy krími tatárnak vallják magukat, csak tatárok lehettek. Ezt a tilalmat az 1989-es népszámláláskor megszüntették.

## Utóélete

### Halálozási arányszám és halottak száma
| Időszak                           | Elhunytak száma |
| --------------------------------- | --------------- |
| 1944. május – 1945. január 1.     | 13 592          |
| 1945. január 1. – 1946. január 1. | 13 183          |

Az első deportáltak 1944. május 29-én értek az Üzbég SZSZK-ba, és többségük odaért 1944. június 8-áig. Az ezt követő időszak halálozási arányszámai vitatottak; az NKVD nem vezette pontosan a halálozásokat a száműzetésben élő népcsoportok körében. Más deportáltakhoz hasonlóan a krími tatárok is kényszerlakhelyeken éltek. Sokan kényszermunkát végeztek: szénbányákban és építőbrigádokban dolgoztak az NKVD felügyelete alatt. A szökevényeket kivégezték. A kényszermunkások rendszeresen tizenegy-tizenkét órát dolgoztak naponta, hét napot hetente. A nehéz fizikai munka ellenére a krími tatárok csak 200–400 gramm kenyeret kaptak naponta. A szállás nem volt megfelelő; volt aki sárkunyhóban lakott, ahol sem ajtó, sem ablak, sem semmi nem volt, csak a földre terített nád, amelyen alhattak.
A szállítás a távoli területekre és munkatelepekre szintén gyötrelmes volt. Elméletileg az NKVD 50 embert tett mindegyik vasúti kocsiba a tulajdonukkal együtt, ugyanakkor egyik tanú azt állította, hogy 133-an voltak a kocsijában. A padlón levő egyetlen lyukat használták WC-ként. Volt olyan várandós asszony, aki a lepecsételt vasúti kocsiban szülte meg gyermekét. A túlzsúfolt kocsiban a helyzetet tovább súlyosbította a higiénia hiánya, amely tífuszos megbetegedésekhez vezetett. Mivel az ajtókat csak a vonat megállásakor nyitották ki, ami pedig ritkán történt, a betegek óhatatlanul másokat is megfertőztek. A krími tatárokat csak az Üzbég SZSZK-ba érkezésükkor engedték ki a lepecsételt vagonokból. Még ezután is egyeseket tovább irányítottak más helyekre és folytatniuk kellett az utat. Egyes tanúk azt állították, hogy 24 napot utaztak egyfolytában. Az utazás ideje alatt igen kevés élelmet és vizet kaptak. Friss levegő sem volt, mert az ajtókat és ablakokat zárva tartották. A Kazah SZSZK-ban az őrök csak azért nyitották ki az ajtót, hogy kilökjék a holttesteket. A krími tatárok keréken guruló krematóriumnak nevezték ezeket a vasúti kocsikat. A feljegyzések szerint legalább 7889 krími tatár halt meg a hosszú utazás alatt, ami a teljes népesség 4%-ának felel meg.
A magas halálozási arány a száműzetés több évén át megmaradt az alultápláltság, a kényszermunka, betegségek, az orvosi ellátás hiánya és Üzbegisztán kemény sivatagi éghajlata miatt. A száműzötteket gyakran a legnehezebb építési munkákra rendelték ki. Az üzbég orvosi rendelők megteltek krími tatárokkal, akik fogékonyak voltak a Krímben nem található olyan betegségekre, mint a sárgaláz, disztrófia, malária és gyomorbántalmak. A halálos áldozatok száma az első öt évben volt a legmagasabb. 1949-ben a szovjet hatóságok összeszámlálták a kényszerlakhelyekre deportált népcsoportok tagjait. A hivatalos feljegyzések szerint ezekben az években 44 887 többlethalálozás történt, a teljes csoport 19,6%-a. Más forrás szerint a halálozások száma ebben az időszakban 44 125 volt, míg egy harmadik forrás, amely alternatív NKVD archívumokat használt, 32 107 halálesetet ad meg. Ezek a jelentések az összes Krímből áttelepítettre vonatkoztak  (beleértve az örményeket, bolgárokat, görögöket), de köztük a krími tatárok voltak többségben. Öt évig tartott, míg a deportáltak között a születések száma meghaladta a halálozásokét. A szovjet archívumok tanúsága szerint 1944. május és 1945 január között összesen 13 592 krími tatár hunyt el a száműzetésben, azaz a teljes népesség 7%-a. Az összes halálesetből 6096 16 év alatti gyermek, 4525 felnőtt nő és 2562 felnőtt férfi volt. 1945-ben további 13 183 ember halt meg. Így 1945. december végéig legalább huszonhétezer krími tatár halt meg a száműzetésben. Egy Taskent mellett élő krími tatár nő így emlékezett vissza az 1944-es eseményekre:

„A szüleimet 1944. májusban költöztették a Krímből Üzbegisztánba. A szüleimnek voltak fivéreik és nővéreik, de amikor megérkeztek Üzbegisztánba, már csak maguk voltak az egyedüli túlélők. A szüleim nővérei és fivérei és szülei mind meghaltak az út során vagy a megfázás vagy egyéb betegségek miatt… Anyám teljesen magára maradt és az első munkája a favágás lett.”

A krími tatárok által végzett becslések sokkal magasabb halálozási arányt jeleznek, ami az összes száműzetésben élő népesség 46%-át teszi ki. 1968-ban, amikor Leonyid Brezsnyev volt a Szovjetunió elnöke, a krími tatár aktivistákat üldözték az általuk használt magas halálozási arányszámok miatt, azzal az indokkal, hogy ez a Szovjetunió rágalmazása. Azzal a céllal, hogy megmutassák, hogy a krími tatárok túloznak, a KGB olyan számokat tett közzé, amelyek szerint „csak” a népcsoport 22%-a halt meg. Dalchat Ediev karacsáj demográfus becslése szerint 34 300 krími tatár halt meg a deportálás következtében, ami 18%-os halálozási aránynak felel meg. Hannibal Travis becslése szerint összesen 40 000–80 000 krími tatár vesztette életét száműzetésben. Michael Rywkin professzor szerint legalább 42 000 krími tatár halt meg 1944 és 1951 között, beleértve a 7900-at, aki az út során hunyt el. Brian Glyn Williams professzor 40 000 és 44 000 közé teszi a halottak számát. A Krími Állami Bizottság becslése szerint 45 000 krími tatár halt meg 1944 és 1948 között. A hivatalos NKVD jelentés szerint a népcsoport 27%-a halálozott el.
Különböző becslések a krími tatárok halálozási arányszámára:
| 18%                     | 82%                   |  |
| Meghalt a száműzetésben | Túlélte a száműzetést |  |

| 27%                     | 73%                   |  |
| Meghalt a száműzetésben | Túlélte a száműzetést |  |

| 46%                     | 54%                   |  |
| Meghalt a száműzetésben | Túlélte a száműzetést |  |

### Rehabilitálás

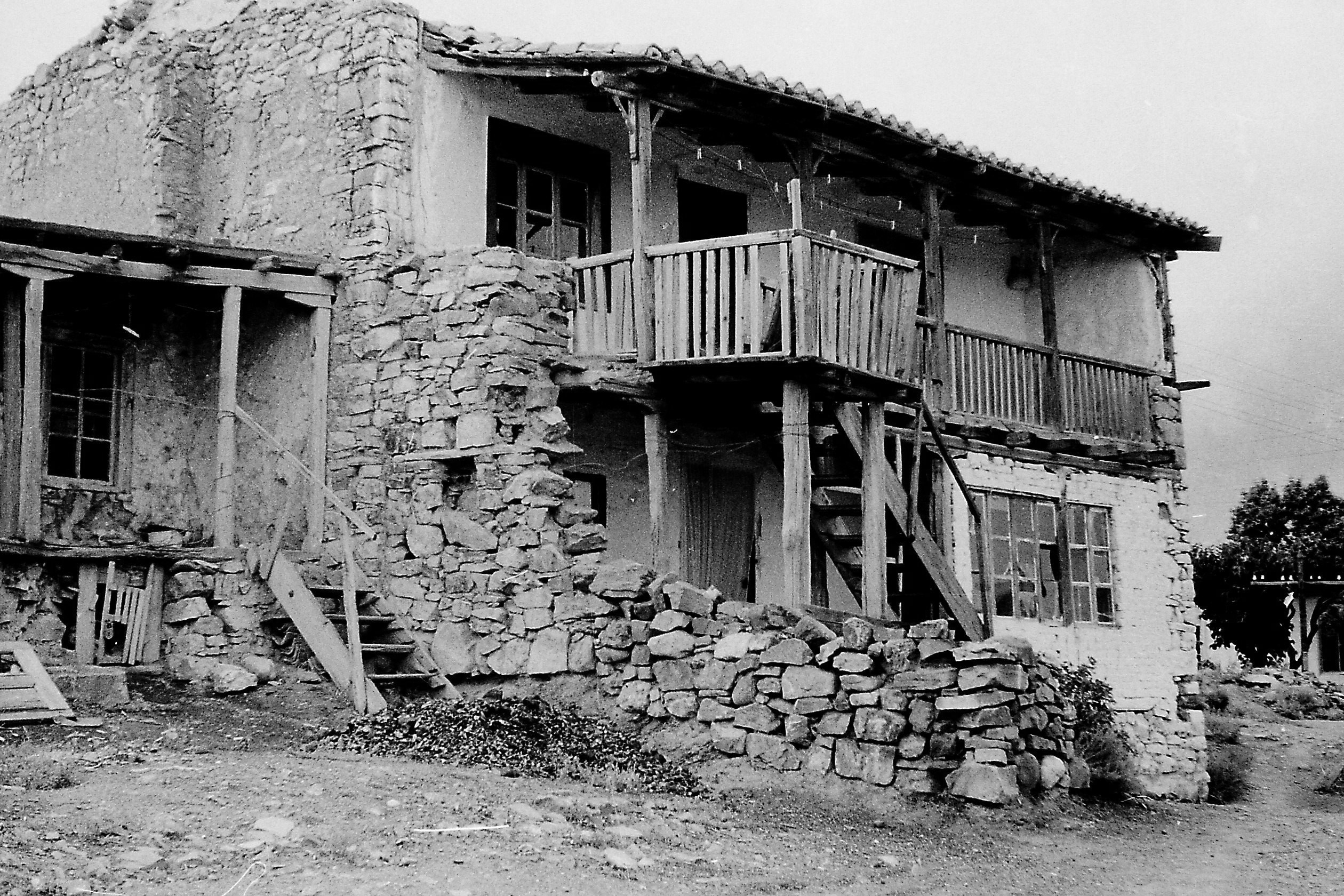
Üres tatár ház a Krímben, 1968

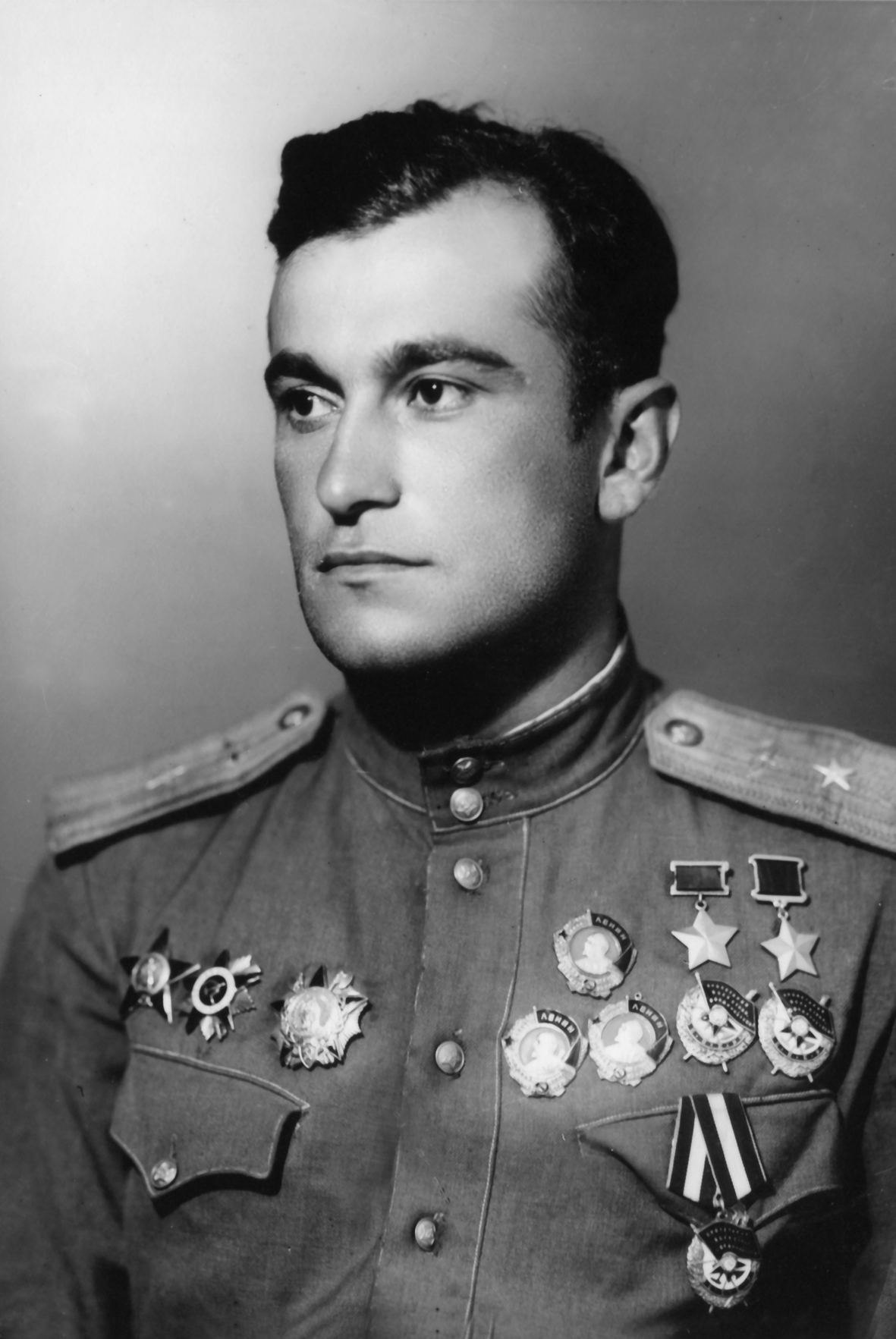
Amet-han Sultan többszörösen kitüntetett krími tatár ászpilóta, kétszeres Szovjetunió Hőse, és 1965-ben egyike az elsőknek, akik nyilvánosan kérték a krími tatárok rehabilitálását és visszatérését.

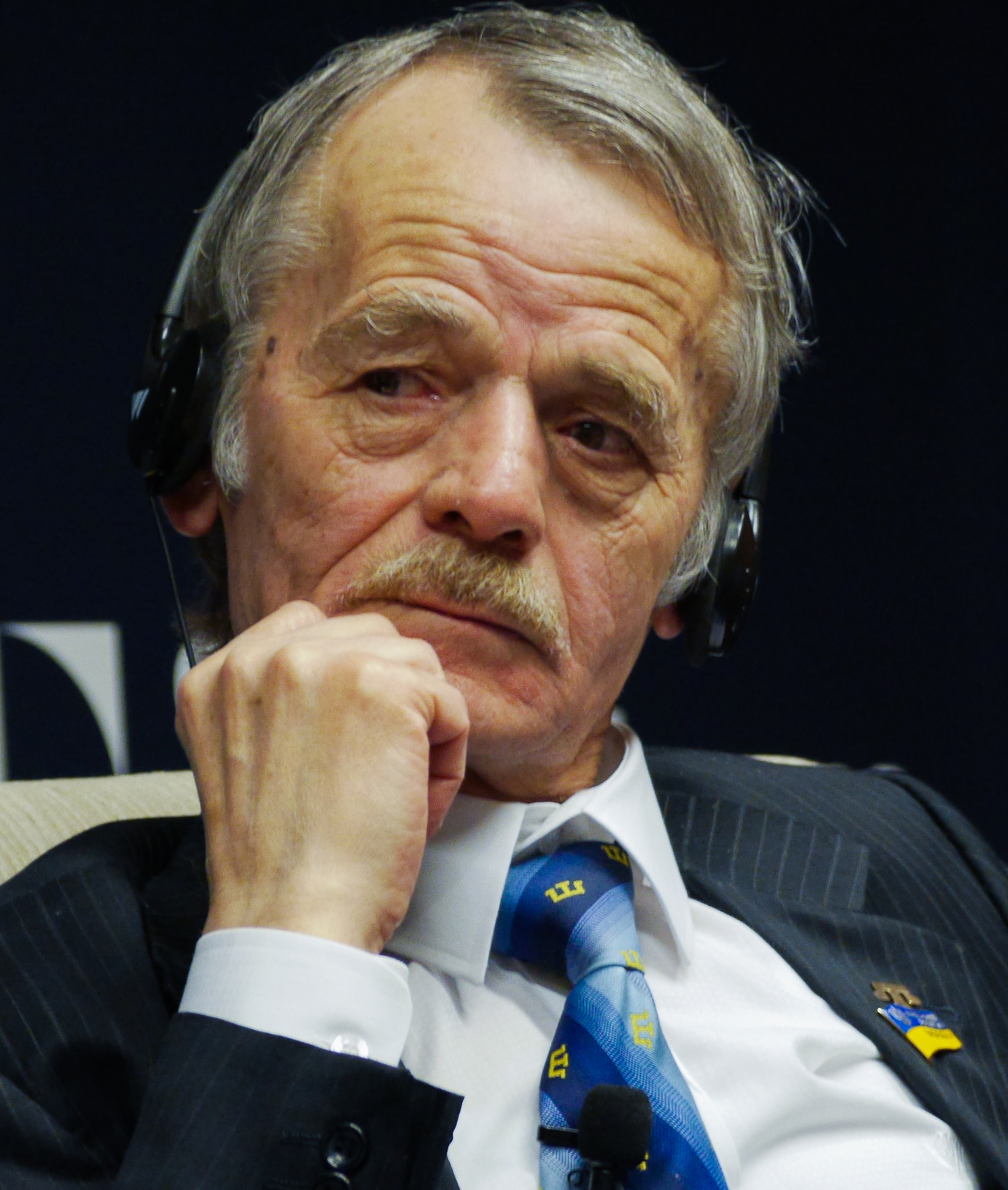
Mustafa Abdülcemil Qırımoğlu, krími tatár aktivista, éveket töltött börtönben a tevékenységéért

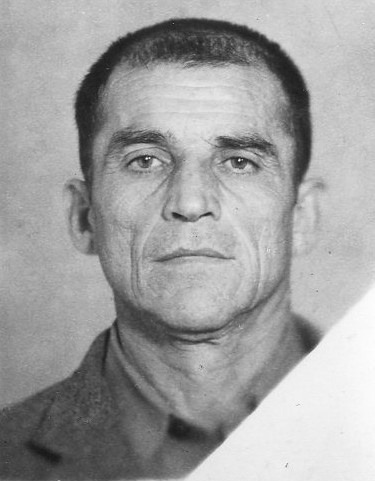
Musza Mamut, akit 13 éves korában deportáltak, és visszatért a Krímbe, hogy újra láthassa otthonát. Amikor a rendőrség tájékoztatta, hogy ki fogják telepíteni, benzinnel leöntötte és felgyújtotta magát.

Sztálin kormánya nem biztosította a krími tatároknak az anyanyelvi oktatáshoz vagy publikációhoz való jogot. A tilalom ellenére, és annak ellenére, hogy orosz vagy üzbég nyelven kellett tanulniuk, megőrizték kulturális identitásukat. 1956-ban az új szovjet vezető, Hruscsov beszédet tartott, amelyben elítélte Sztálin politikáját, beleértve a különböző népcsoportok tömeges deportálását. Ennek ellenére, noha számosan visszatérhettek otthonukba, három csoportnak száműzetésben kellett maradniuk: a németeknek, a meszhéti törököknek és a krími tatároknak. 1954-ben Krímet az Ukrán SZSZK-hoz csatolták, mivel a Krím Ukrajnával szomszédos a szárazföldön, nem az Orosz SZSZSZK-val. 1956. április 28-án megjelent egy útmutatás, ami elrendelte a deportáltak regisztrációjának megszüntetését és az adminisztrációs felügyeletüket. Számos megszorítás azonban továbbra is érvényben maradt, és a krími tatárok még mindig nem térhettek vissza a Krímbe. Mi több, ugyanebben az évben az ukrán minisztertanács megtiltotta a száműzött krími tatároknak, hogy Herszoni, Zaporizzsjai, Mikolajivi, illetve Odesszai területen telepedjenek le. A krími tatárok semmilyen kárpótlást nem kaptak az elvesztett javaikért.
Az 1950-es években a krími tatárok elkezdték aktívan előmozdítani a visszatérés jogát. 1957-ben 6000 aláírást gyűjtöttek össze egy petícióban, amelyet a Legfelsőbb Tanácsnak küldtek el, és amelyben kérték politikai rehabilitációjukat, illetve a Krímbe visszatérést. 1961-ben 25 000 aláírást gyűjtöttek össze egy petícióhoz, amit elküldtek a Kremlbe.
Mustafa Abdülcemil Qırımoğlu, aki csak hat hónapos volt, amikor családját deportálták a Krímből, Üzbegisztánban nőtt fel, és a krími tatárok visszatérését támogató aktivista lett. 1966-ban tartóztatták le először, és összesen 17 évet töltött börtönben a szovjet korszakban, ezért a „krími tatár Mandela” nevet kapta. 1984-ben hatodszor ítélték el szovjetellenes tevékenységért; ekkor Andrej Szaharov nyújtott neki erkölcsi támogatást. Amikor az öregebb disszidenseket letartóztatták, felnőtt egy új, fiatal generáció, amely a helyükre állt.
1967. július 21-én a krími tatárok képviselői, Ayşe Seitmuratova vezetésével, engedélyt kaptak, hogy találkozzanak Moszkvában magas rangú szovjet tisztségviselőkkel, köztük Jurij Andropovval. A találkozó során a krími tatárok jóvátételt kértek mindazokért az igazságtalanságokért, amelyeket a Szovjetunió elkövetett népük ellen. 1967. szeptemberben a Legfelsőbb Tanács kibocsátott egy rendeletet, amely "észszerűtlennek" minősítette a nép ellen felhozott kollektív árulás vádját, de továbbra sem adta meg a krími tatároknak azt a teljes rehabilitációt, beleértve a visszatérés jogát, amelyet más deportáltak már megkaptak. A gondosan megszövegezett rendelet nem nevezte őket krími tatároknak, hanem így fogalmazott: "A tatár nemzetiségű állampolgárok, akik korábban a Krímben éltek […] gyökeret eresztettek az Üzbég SZSZK-ban" — ezzel minimalizálva a krími tatárok létezését, és lebecsülve a visszatérési vágy jogosságát, illetve azt sugallva, hogy a követeléseik már el vannak rendezve. Az emberek csoportokba álltak össze, és állami engedély nélkül, maguktól visszatértek a Krímbe — csak azért, hogy a szovjet hatóságok újra deportálják őket, mintegy 6000 embert. Az ellenállás leghíresebb példája Musza Mamut volt, akit 12 éves korában deportáltak, és visszatért a Krímbe, hogy újra láthassa otthonát. Amikor a rendőrség tájékoztatta, hogy ki fogják telepíteni, benzinnel leöntötte és felgyújtotta magát. Mindezek ellenére, 577 család állami engedélyt kapott, hogy a Krímben lakjon.
1968-ban zavargások törtek ki a krími tatárok között Csircsik üzbég városban. 1973-ban Ilja Jankelevics Gabaj zsidó költő, professzor öngyilkosságot követett el, leugorva egy moszkvai épületről. A jelentős szovjet zsidó disszidensek egyike volt, aki az elnyomott népek jogaiért harcolt, különösen a krími tatárokért. Gabajt letartóztatták, és munkatáborba küldték, de továbbra is ragaszkodott az ügyhöz, mivel meggyőződése volt, hogy a Szovjetuniónak krími tatárokkal szembeni bánásmódja a népirtással egyenlő. Ugyanabban az évben Mustafa Abdülcemil Qırımoğlut is letartóztatták.
A desztalinizációs folyamat ellenére csak az 1980-as évek végén, Mihail Gorbacsov hatalomra jutásával és a peresztrojkával kezdődött el a változás. 1987-ben krími tatár aktivisták tiltakozást szerveztek Moszkva központjában, a Kreml közelében. Ez arra késztette Gorbacsovot, hogy bizottságot állítson fel az ügy megvizsgálására. A keményvonalas Andrej Gromiko által vezetett bizottság első megállapítása az volt, hogy „nincs alap az autonómia megújításához és a krími tatárok visszatérési jogának megadásához,” de Gorbacsov elrendelte egy második bizottság felállítását, amely aztán a krími tatárok autonómiájának megadását javasolta. Végül 1989-ben a deportált etnikumok visszatérésének tilalmát semmissé nyilvánították; és a Krím Legfelső Tanácsa szintén kiadott egy nyilatkozatot 1989. november 14-én, amellyel bűncselekménnyé nyilvánította az etnikumok korábbi deportálását. Ez kikövezte az utat a 260 000 krími tatár hazatéréséhez. Még ugyanabban az évben Mustafa Abdülcemil Qırımoğlu visszatért a Krímbe, és 1992. január 1-jéig még legalább 166 000 krími tatár cselekedett ugyanúgy. 1991-ben egy orosz törvény rendelkezett a Szovjetunióban elnyomott összes etnikum rehabilitálásáról. Eltörölte az OSZSZSZK összes olyan törvényét, amely az illegálisan kikényszerített deportálással állt kapcsolatban, és felszólított "az elnyomott emberek örökségét képező szellemi és spirituális értékek helyreállítására és visszaadására."
2004-re a krími tatárok tették ki a Krím lakosságának 12%-át. A visszatérésük mindazonáltal nem volt egyszerű: amikor 1989-ben elkezdtek visszatérni, különféle orosz nacionalisták tiltakozásokat szerveztek a Krímben a „Tatár árulók — Ki a Krímből!” jelszóval. 1990-ben Jalta körül több összecsapást jelentettek a helyiek és a krími tatárok között, ami beavatkozásra késztette a hadsereget, hogy csillapítsa a helyzetet. A helyi szovjet hatóságok vonakodtak segíteni a visszatérő krími tatárokat a munka, illetve lakáskeresésben. A visszatérők 517 elhagyott krími tatár falut találtak, de a bürokrácia akadályozta őket a helyreállításban. 1991-ben legalább 117 krími tatár család élt sátrakban két Szimferopol melletti réten, arra várva, hogy a hatóságok engedélyezzék számukra az állandó lakhelyet. A Szovjetunió felbomlása után a Krím Ukrajna része lett, de Kijev csak korlátozott mértékben támogatta a krími tatár letelepedőket. Mintegy 150 000 visszatérő automatikusan állampolgárságot kapott az ukrajnai állampolgársági törvény értelmében, de az a 100 000 fő, aki az ország függetlenségének kikiáltása után tért vissza, több akadályba ütközött, beleértve egy költséges bürokratikus eljárást. Mivel a száműzetés majdnem ötven évig tartott, egyes krími tatárok az Üzbegisztánban maradást választották, ami a családok szétválását eredményezte. 2000-ig 46 603 kérelmet iktattak a visszatérők részéről, akik földet igényeltek. A folyamodványok többségét elutasították. A nagyobb városok, például Szevasztopol környékén egy krími tatár átlagosan 160 m² gyenge minőségű vagy gazdálkodásra alkalmatlan földet kapott.

## Modern értelmezés és emlékezet

A krími tatár deportálás évfordulójának jelképe

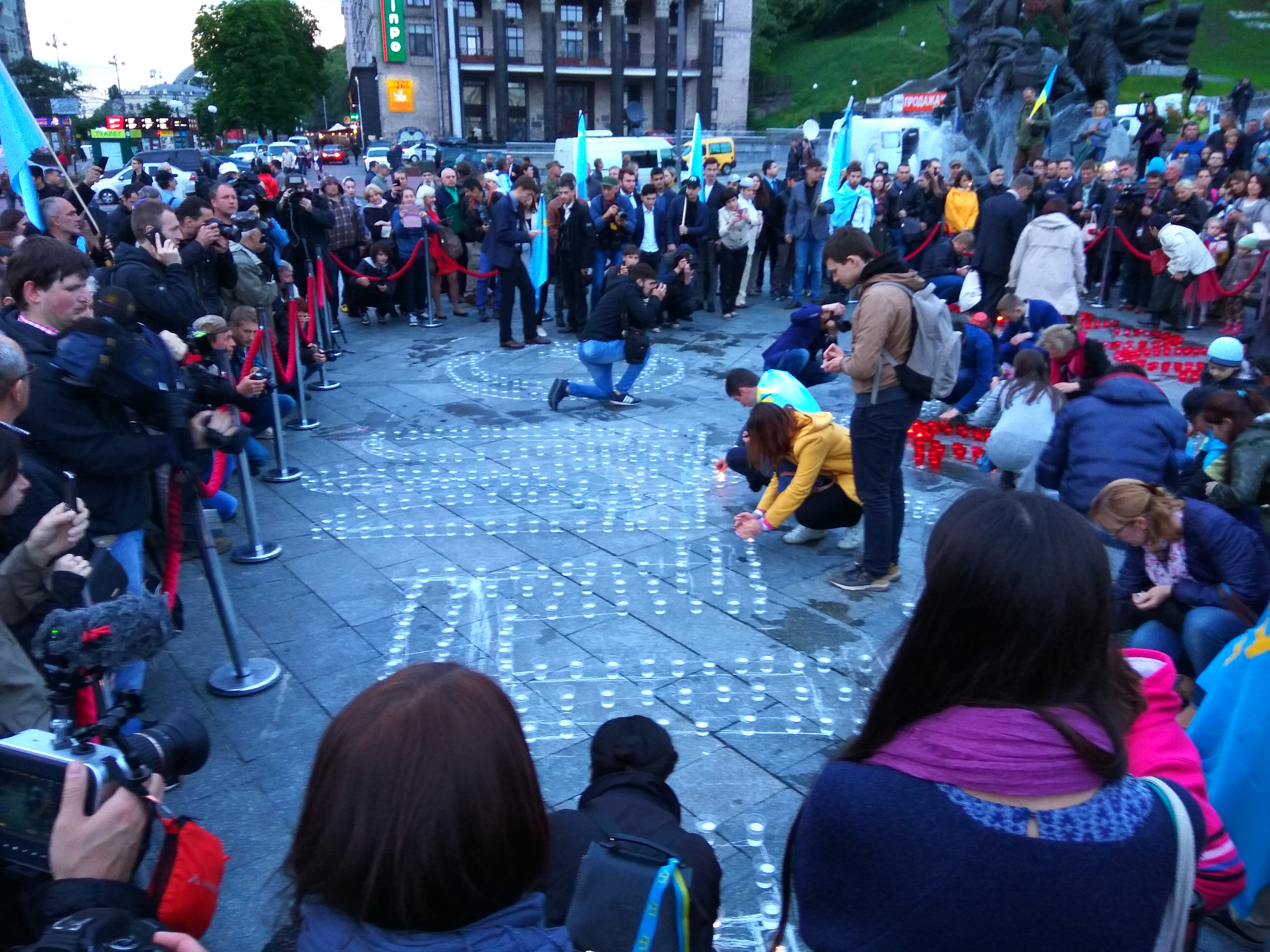
Megemlékezés a krími tatárok deportálásának áldozatairól, Kijev, 2016

Peter J. Potichnyj ukrán-kanadai történész azt a következtetést vonta le, hogy a krími tatárok elégedetlensége a száműzetés miatt egy szélesebb képet tükröz, az olyan nem-orosz etnikai csoportokét, amelyek elkezdték nyilvánosan kifejezni dühüket a Nagy-Oroszország ideológusai által elkövetett igazságtalanságok ellen. 1985-ben jelent meg Vaszil Szokil ukrán újságíró Nyicsto nye zabito, nyikto nye zabitǃ (Semmi sincs elfelejtve, senki sincs elfelejtveǃ) című esszéje a Kontyinent című orosz emigráns folyóiratban. Gyakran szarkasztikus modorban idézte fel a szelektív módon elfelejtett szovjet állampolgárokat és népcsoportokat, akik a második világháború alatt szenvedtek, de akiknek a tapasztalatai megzavarják a heroikus győzelemről szóló hivatalos szovjet narratívát: "Sokan elszenvedték Hitler koncentrációs táborainak kínjait, csak azért, hogy elküldjék őket a szibériai gulágra. […] Mire van szüksége valójában egy emberi lénynek? Nem sokra. Csak arra, hogy embernek ismerjék el. Nem állatnak." Szokil a krími tatárok példáját hozta fel azokra a népcsoportokra, akiktől megtagadták ezt az elismerést.
A sztálini korszakban deportált népcsoportok semmilyen kárpótlást nem kaptak. Néhány krími tatár csoport és aktivista a nemzetközi közösséghez fordult, hogy gyakoroljanak nyomást az Oroszországi Föderációra, a Szovjetunió jogutód államára, hogy finanszírozza a népcsoport rehabilitálását, és biztosítson kártérítést a kényszeráttelepítésért.
Annak ellenére, hogy több ezer krími tatár harcolt a Vörös Hadseregben Berlin ostrománál, a szovjet gyanú erre a népcsoportra irányult. Néhány történész magyarázata szerint ez része volt Sztálin tervének, hogy átvegye a teljes irányítást a Krím felett. A szovjetek kijárást kerestek a Dardanellákra, és ellenőrizni akarták azokat a törökországi területeket, ahol a krími tatárokkal rokon népcsoportok éltek. Árulónak állítva be a krími tatárokat, ezt a vádat ki lehetett terjeszteni a rokon népcsoportokra is. Walter Kolarz kutató szerint a krími tatárok deportálása és népként való kiirtása 1944-ben csak az utolsó lépése volt a Krím orosz gyarmatosításának, amely 1783-ban kezdődött el. Gregory Dufaud történész úgy tekinti a krími tatárok ellen felhozott szovjet vádakat, mint kényelmes ürügyet a deportálásukra, amely által Moszkva egyrészt háborítatlan kijárást szerzett a geostratégiai jelentőségű Fekete-tenger déli részére, ugyanakkor kiküszöbölte a potenciálisan lázadó népeket. Rebecca Manley, az orosz és szovjet történelem professzora hasonló következtetésre jutott, miszerint a szovjet kormány valódi célja az volt, hogy megtisztítsa a határterületet a „megbízhatatlan elemektől.” Brian Glyn Williams professzor azt állapította meg, hogy a meszhéti törökök deportálása, annak ellenére, hogy soha nem voltak közel a harcok színhelyéhez, és semmivel nem vádolták őket, erősen hihetővé teszi, hogy a krímiek és kaukázusiak deportálása inkább a szovjet külpolitikának, semmint valamiféle kollektív bűnösségnek tulajdonítható.
2014. márciusban elkezdődött a Krím orosz annexiója, amit az Egyesült Nemzetek Szervezete Közgyűlése illegálisnak nyilvánított 68/262. számú határozatában, és ami tovább rombolta a krími tatárok jogait. Jóllehet az Oroszországi Föderáció 2014. április 21-én kibocsátotta 268. számú rendeletét "az örmény, bolgár, görög, krími tatár és német emberek rehabilitálásáról és az újjászületésükhöz és fejlődésükhöz nyújtott állami támogatásról, a gyakorlatban sokkal kevesebbet törődtek a krími tatárokkal. Az ENSZ emberi jogi biztosa 2016-ban figyelmeztetésben részesítette az orosz vezetést, mert „megfélemlítette, zaklatta és bebörtönözte a krími tatárok képviselőit, gyakran kétes vádak alapján,” miközben reprezentatív testületüket, a madzsliszt felfüggesztették.
Az ENSZ jelentése szerint 2014-ben az annexáció után több mint 10 000-en, többnyire krími tatárok, elhagyták a Krímet, ami a törékeny közösség további hanyatlását okozta. A krími tatárok több okot hoztak fel távozásukra: bizonytalanság, félelem, megfélemlítés az új orosz hatóságok részéről. Az ENSZ emberi jogi biztosa arra figyelmeztetett 2015-ös jelentésében, hogy a Krímben megsértették az emberi jogokat, többek között megakadályozták a krími tatárokat abban, hogy megemlékezzenek a deportálás 71. évfordulójáról. Az orosz hatóságok öt évre megtiltották Mustafa Abdülcemil Qırımoğlunak, aki az annexáció idején Törökországban tartózkodott, hogy belépjen a Krímbe, ezzel másodszorra is kitelepítették szülőföldjéről.
A kutatók és történészek modern értelmezése szerint néha emberiesség elleni bűntettnek, etnikai tisztogatásnak, népességfogyásnak, sztálinista elnyomásnak, vagy "etnocídiumnak" minősítik a krími tatárok deportálását (utóbbi egy nemzet kultúrájának, illetve identitásának tudatos eltörlését jelenti). A krími tatárok az eseményt Sürgünlik ("száműzetés") névvel illetik.

### A népirtás kérdése és elismerése
| Sorszám | Név        | Elismerés dátuma   | Forrás          |
| ------- | ---------- | ------------------ | --------------- |
| 1.      | Ukrajna    | 2015. december 12. | [ 122 ]         |
| 2.      | Lettország | 2019. május 9.     | [ 123 ] [ 124 ] |
| 3.      | Litvánia   | 2019. június 6.    | [ 125 ]         |
| 4.      | Kanada     | 2019. június 10.   | [ 126 ] [ 127 ] |

Egyes aktivisták, politikusok, kutatók, országok és történészek még tovább mennek, és a deportálást népirtásnak, vagy kulturális népirtásnak tekintik. Norman Naimark ezt írta "a csecseneket és ingusokat, a krími tatárokat és más, a háború alatt 'megbüntetett népeket' valóban megsemmisítésre szánták, ha nem fizikailag, akkor önazonos nemzetiségként." Lyman H. Legters professzor azzal érvelt, hogy a szovjet büntetőjogi rendszer az áttelepítési politikával együtt népirtásnak kellene számítson, mivel az ítéletek leginkább egyes specifikus népcsoportokat sújtottak, és ezeknek a népcsoportoknak az áttelepítése, akiknek túlélése a szülőföldjükhöz kötődik, "ugyanolyan hatást váltott ki, mint a népirtás, amit csak a népcsoport szülőföldre való visszatelepítésével lehet orvosolni." Ilja Gabaj és Petro Hrihorenko szovjet disszidensek szintén népirtásnak minősítették az eseményt. Timothy Snyder történész felvette azoknak a szovjet politikáknak a listájába, amelyek „megfelelnek a népirtás leírásának.”" 2015. december 12-én az ukrán parlament állásfoglalást adott ki, amely népirtásnak minősítette az eseményt, és május 18-át a krími tatár népirtás áldozatainak emléknapjává nyilvánította. A lett parlament 2019. május 19-én, a litván parlament 2019. június 6-án népirtásnak minősítette az eseményt. A kanadai parlament 2019. június 10-én indítványt fogadott el, amely a krími tatárok 1944-es deportálását Sztálin által elkövetett népirtásnak minősíti, és május 18-át emléknappá jelölte ki.
Mások vitatták az esemény népirtásként való minősítését. Alexander Statiev szerint a szovjet deportálások ugyan a népirtáshoz hasonló halálozási rátát eredményeztek, de Sztálinnak nem volt szándékában kivégezni ezeket az embereket. Ő az ilyen deportálásokat csupán a „nemkívánatos népek” szovjet asszimilációja egyik példájának tekinti. Amir Weiner szerint a szovjet rendszer csupán „területi identitásukat” akarta eltörölni. Ezeket a nézeteket Jon Chang kritikával illette, és „dzsentrifikált rasszizmusnak” és „történelmi revizionizmusnak” nevezi. Megjegyezte, hogy a deportálás valójában az áldozatok nemzetiségén alapult.

### A populáris kultúrában

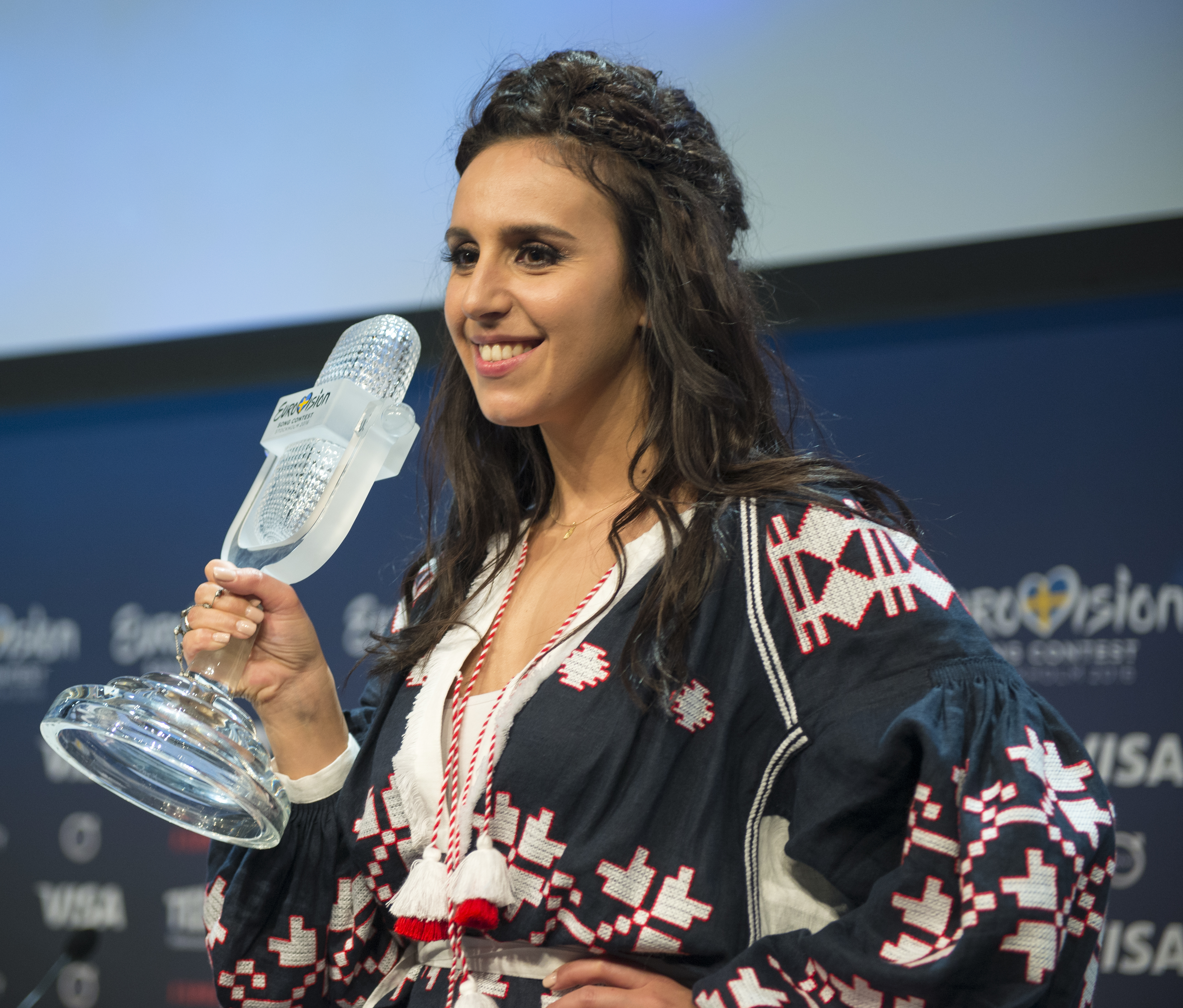
Jamala a 2014-es Eurovízión előadott 1944 című dalát a deportált krími tatároknak ajánlotta

2008-ban jelent meg Lily Hyde Ukrajnában élő brit újságíró Dreamland (Álmok földje) című regénye, amely egy krími család hazatéréséről szól. Az 1990-es években játszó történetet egy tizenkét éves kislány szemszögéből látjuk, aki Üzbegisztánból egy lerombolt faluba költözik szüleivel, testvérével és nagyapjával. Nagyapja történeteket mesél neki a krími tatár hősökről és áldozatokról.
A 2013-ban készült krími tatár nyelvű Qaytarma (Visszatérés) című film Amet-han Sultan többszörösen kitüntetett krími tatár ászpilóta, kétszeres Szovjetunió Hőse történetét ábrázolja az 1944-es deportálások idején.
2015-ben jelent meg Christina Paschyn A Struggle for Home: The Crimean Tatars (Küzdelem a hazáértː A krími tatárok) című dokumentumfilmje, amely ukrán–katari koprodukcióban készült. A krími tatárok történetét írja le 1783 és 2014 között, különös hangsúlyt fektetve az 1944-es tömeges deportálásra.
A Stockholmban megrendezett 2016-os Eurovíziós Dalfesztiválon az ukrán versenyző, Jamala krími tatár énekesnő az 1944 című dalt adta elő, amely a krími tatárok deportálását idézte fel. Jamala, aki a száműzetés alatt született Kirgizisztánban, a dalt deportált dédanyjának ajánlotta. Ő volt az első krími tatár, aki Eurovíziós Dalfesztiválon énekelt, és az első, aki krími tatár nyelven énekelt. Dalával első helyen végzett a versenyben.

## Fordítás
Ez a szócikk részben vagy egészben  a   Deportation of the Crimean Tatars című angol Wikipédia-szócikk ezen változatának fordításán alapul.  Az eredeti cikk szerkesztőit annak laptörténete sorolja fel. Ez a jelzés csupán a megfogalmazás eredetét és a szerzői jogokat jelzi, nem szolgál a cikkben szereplő információk forrásmegjelöléseként.

### Könyvek
- Allworth, Edward. The Tatars of Crimea: Return to the Homeland: Studies and Documents. Durham: Duke University Press (1998). ISBN 9780822319948. OCLC 610947243
- Bazhan, Oleg. The Rehabilitation of Stalin's Victims in Ukraine, 1953–1964: A Socio-Legal Perspective, De-Stalinising Eastern Europe: The Rehabilitation of Stalin's Victims after 1953. Basingstoke: Palgrave Macmillan (2015). ISBN 9781137368928. OCLC 913832228
- Migration, Homeland, and Belonging in Eurasia. Washington, D.C.: Woodrow Wilson Center Press (2008). ISBN 9780801890758. OCLC 474260740
- Bugay, Nikolay. The Deportation of Peoples in the Soviet Union. New York City: Nova Publishers (1996). ISBN 9781560723714. OCLC 36402865
- Dadabaev, Timur. Identity and Memory in Post-Soviet Central Asia: Uzbekistan's Soviet Past. Milton Park: Routledge (2015). ISBN 9781317567356. OCLC 1013589408
- Drohobycky, Maria. Crimea: Dynamics, Challenges and Prospects. Lanham: Rowman & Littlefield (1995). ISBN 9780847680672. OCLC 924871281
- Fisher, Alan W.. Crimean Tatars. Stanford, California: Hoover Press (2014). ISBN 9780817966638. OCLC 946788279
- World War 2 and the Soviet People: Selected Papers from the Fourth World Congress for Soviet and East European Studies. New York City: Springer Publishing (1993). ISBN 9781349227969. OCLC 30408834
- Kamenetsky, Ihor. Nationalism and Human Rights: Processes of Modernization in the USSR. Littleton, Colorado: Association for the Study of the Nationalities (USSR and East Europe) Incorporated (1977). ISBN 9780872871434
- Knight, Amy. Beria: Stalin's First Lieutenant. Princeton, N.J.: Princeton University Press (1995). ISBN 9780691010939
- Kucherenko, Olga. Soviet Street Children and the Second World War: Welfare and Social Control under Stalin. London: Bloomsbury Publishing (2016). ISBN 9781474213448
- Депортация крымских татар 18 мая 1944 года. Как это было: воспоминания депортированных (orosz nyelven). Simferopol: Odzhak (2004). OCLC 255117144
- Lee, Jongsoo James. The Partition of Korea After World War II: A Global History. New York City: Springer (2006). ISBN 9781403983015
- Legters, Lyman H.. The American Genocide, Native Americans and Public Policy. Pittsburgh: University of Pittsburgh Press (1992). ISBN 9780822976820. OCLC 555693841
- Levene, Mark. The crisis of genocide: Annihilation: Volume II: The European Rimlands 1939-1953. New York City: OUP Oxford (2013). ISBN 9780191505553
- Magocsi, Paul R.. A History of Ukraine: The Land and Its Peoples. Toronto: University of Toronto Press (2010). ISBN 9781442610217. OCLC 899979979
- Manley, Rebecca. To The Tashkent Station: Evacuation and Survival in the Soviet Union at War. Ithaca, New York: Cornell University Press (2012). ISBN 9780801457760. OCLC 979968105
- Merridale, Catherine. Ivan's War: Life and Death in the Red Army, 1939-1945. New York City: Henry Holt and Company (2007). ISBN 9780571265909
- Moss, Walter G.. An Age of Progress?: Clashing Twentieth-Century Global Forces. London: Anthem Press (2008). ISBN 9780857286222. OCLC 889947280
- Motadel, David. Islam and Nazi Germany's War. Harvard University Press, 235. o. (2014). ISBN 9780674724600. OCLC 900907482
- An Ethnohistorical Dictionary of the Russian and Soviet Empires. Westport, Conn.: Greenwood Publishing Group (1994). ISBN 9780313274978. OCLC 27431039
- Parrish, Michael. The Lesser Terror: Soviet State Security, 1939-1953. Westport, Conn.: Greenwood Publishing Group (1996). ISBN 9780275951139. OCLC 473448547
- Polian, Pavel. Against Their Will: The History and Geography of Forced Migrations in the USSR. Budapest; New York City: Central European University Press (2004). ISBN 9789639241688
- Reid, Anna. Borderland: A Journey Through the History of Ukraine. New York City: Hachette (publisher) (2015). ISBN 9781780229287
- Federalism Beyond Federations: Asymmetry and Processes of Resymmetrisation in Europe, repeated, Surrey, England: Routledge (2016). ISBN 9781317136125. OCLC 751970998
- Rywkin, Michael. Moscow's Lost Empire. Armonk, N.Y.: M.E. Sharpe (1994). ISBN 9781315287713. OCLC 476453248
- Handbook of Conflict Analysis and Resolution. London: Routledge (2008). ISBN 9781134079636. OCLC 907001072
- Skutsch, Carl. Encyclopedia of the World's Minorities. New York: Routledge (2013). ISBN 9781135193881. OCLC 863823479
- Smele, Jonathan D.. Historical Dictionary of the Russian Civil Wars, 1916-1926. Lanham: Rowman & Littlefield (2015). ISBN 9781442252813. OCLC 985529980
- Smoly, Valery. Кримські татари: шлях до повернення : кримськотатарський національний рух (друга половина 1940-х-початок 1990-х років) очима Радянських спецслужб : збірник документів та матеріалів (ukrán nyelven). Kiev: Ін-т історії України (2004). ISBN 978-966-02-3286-0
- Spring, Peter. Great Walls and Linear Barriers. Barnsley, South Yorkshire: Pen and Sword Books (2015). ISBN 9781473853843
- Studies on the Soviet Union. Studies on the Soviet Union. Munich: Institute for the Study of the USSR (1970). OCLC 725829715
- Stronski, Paul. Tashkent: Forging a Soviet City, 1930–1966. Pittsburgh: University of Pittsburgh Press (2010). ISBN 9780822973898
- A Concise History of Islam. New Delhi: Vij Books India (2011). ISBN 9789382573470. OCLC 868069299
- Tanner, Arno. The Forgotten Minorities of Eastern Europe: The History and Today of Selected Ethnic Groups in Five Countries. Helsinki: East-West Books (2004). ISBN 9789529168088. OCLC 695557139
- The Magnitude of Genocide. Santa Barbara, CA: ABC-CLIO (2016). ISBN 9781440831614. OCLC 930059149
- Travis, Hannibal. Genocide in the Middle East: The Ottoman Empire, Iraq, and Sudan. Durham, N.C.: Carolina Academic Press (2010). ISBN 9781594604362. OCLC 897959409
- Introduction to the Peoples and Cultures of Asia. Englewood Cliffs, N.J.: Prentice-Hall (1985). ISBN 9780134915722. OCLC 609339940
- Uehling, Greta. Beyond Memory: The Crimean Tatars' Deportation and Return. Palgrave (2004). ISBN 9781403981271. OCLC 963444771
- Ethnic Cleansing in Twentieth-century Europe. New York City: Social Science Monographs (2003). ISBN 9780880339957. OCLC 53041747
- Viola, Lynne. The Unknown Gulag: The Lost World of Stalin's Special Settlements. Oxford: Oxford University Press (2007). ISBN 9780195187694. OCLC 456302666
- Weiner, Amir. Landscaping the Human Garden: Twentieth-century Population Management in a Comparative Framework. Stanford, California: Stanford University Press (2003). ISBN 9780804746304. OCLC 50203946
- Wezel, Katja. Geschichte als Politikum: Lettland und die Aufarbeitung nach der Diktatur (német nyelven). Berlin: BWV Verlag (2016). ISBN 9783830534259. OCLC 951013191
- Williams, Brian Glyn. The Crimean Tatars: The Diaspora Experience and the Forging of a Nation. Boston: BRILL (2001). ISBN 9789004121225. OCLC 46835306
- Williams, Brian Glyn. The Crimean Tatars: From Soviet Genocide to Putin's Conquest. London, New York: Oxford University Press (2015). ISBN 9780190494728. OCLC 910504522
- Tatars of the Crimea: Their Struggle for Survival : Original Studies from North America, Unofficial and Official Documents from Czarist and Soviet Sources. Michigan: Columbia University. Center for the Study of Central Asia (1988). ISBN 0822307588
- Hall, M. Clement. The Crimea. A very short history (2014). ISBN 978-1-304-97576-8

### Online híranyagok
- Banerji, Robin: Crimea's Tatars: A fragile revival. BBC News, 2012. október 23. (Hozzáférés: 2017. augusztus 4.)
- Colborne, Michael: For Crimean Tatars, it is about much more than 1944. Al Jazeera, 2016. május 19. (Hozzáférés: 2017. augusztus 4.)
- Grytsenko, Oksana. „'Haytarma', the first Crimean Tatar movie, is a must-see for history enthusiasts”, Kyiv Post, 2013. július 8. (Hozzáférés: 2013. október 22.)
- John, Tara: The Dark History Behind Eurovision's Ukraine Entry. Time (magazine), 2016. május 13. (Hozzáférés: 2017. augusztus 4.)
- Kamm, Henry: Chatal Khaya Journal; Crimean Tatars, Exiled by Stalin, Return Home. The New York Times, 1992. február 8.
- Lillis, Joanna: Uzbekistan: Long Road to Exile for the Crimean Tatars. EurasiaNet, 2014. (Hozzáférés: 2017. augusztus 4.)
- Nechepurenko, Ivan: Tatar Legislature Is Banned in Crimea. The New York Times, 2016. április 26. (Hozzáférés: 2017. augusztus 4.)
- O'Neil, Lorena: Telling Crimea's Story Through Children's Books. npr.org, 2014. augusztus 1. (Hozzáférés: 2017. augusztus 4.)
- Shabad, Theodore: Crimean Tatar Sentenced to 6th Term of Detention. The New York Times, 1984. március 11. (Hozzáférés: 2017. augusztus 4.)
- Crimean Tatars recall mass exile. BBC News, 2004. május 18. (Hozzáférés: 2017. augusztus 4.)
- A Struggle for Home: The Crimean Tatars. International Documentary Film Festival Amsterdam, 2016. [2017. augusztus 4-i dátummal az eredetiből archiválva]. (Hozzáférés: 2017. augusztus 4.)
- Ukraine's Parliament Recognizes 1944 'Genocide' Of Crimean Tatars. Radio Free Europe, 2016. január 21. (Hozzáférés: 2017. augusztus 4.)
- „Crimea Tatars say leader banned by Russia from returning”, Reuters , 2014. április 22. (Hozzáférés: 2017. augusztus 4.)
- The Ukrainian Quarterly, Volumes 60-61. Ukrainian Congress Committee of America, 2004. (Hozzáférés: 2017. augusztus 4.)
- Some 10,000 people in Ukraine now affected by displacement, UN agency says. UN News Centre, 2014. május 20. (Hozzáférés: 2017. augusztus 4.)

### Tudományos folyóiratcikkek
- Blank, Stephen (2015). „A Double Dispossession: The Crimean Tatars After Russia's Ukrainian War”. Genocide Studies and Prevention 9 (1), 18–32. o. DOI:10.5038/1911-9933.9.1.1271.
- Dufaud, Grégory (2007). „La déportation des Tatars de Crimée et leur vie en exil (1944-1956): Un ethnocide?” (francia nyelven). Vingtième Siècle. Revue d'Histoire 96 (1), 151–162. o. DOI:10.3917/ving.096.0151. JSTOR 20475182.
- Finnin, Rory (2011). „Forgetting Nothing, Forgetting No One: Boris Chichibabin, Viktor Nekipelov, and the Deportation of the Crimean Tatars”. The Modern Language Review 106 (4), 1091–1124. o. DOI:10.5699/modelangrevi.106.4.1091. JSTOR 10.5699/modelangrevi.106.4.1091.
- Fisher, Alan W. (1987). „Emigration of Muslims from the Russian Empire in the Years After the Crimean War”. Jahrbücher für Geschichte Osteuropas 35 (3), 356–371. o. JSTOR 41047947.
- Hirsch, Francine (2002). „Race without the Practice of Racial Politics”. Slavic Review 61 (1), 30–43. o. DOI:10.2307/2696979. JSTOR 2696979.
- Potichnyj, Peter J. (1975). „The Struggle of the Crimean Tatars”. Canadian Slavonic Papers 17 (2–3), 302–319. o. DOI:10.1080/00085006.1975.11091411. JSTOR 40866872.
- Rosefielde, Steven (1997). „Documented homicides and excess deaths: New insights into the scale of killing in the USSR during the 1930s”. Communist and Post-Communist Studies 30 (3), 321–31. o. DOI:10.1016/S0967-067X(97)00011-1. PMID 12295079.
- Statiev, Alexandar (2010). „Soviet ethnic deportations: intent versus outcome”. Journal of Genocide Research 11 (2–3), 243–264. o. DOI:10.1080/14623520903118961.
- Uehling, Greta (2002). „Sitting on Suitcases: Ambivalence and Ambiguity in the Migration Intentions of Crimean Tatar Women”. Journal of Refugee Studies 15 (4), 388–408. o. DOI:10.1093/jrs/15.4.388.
- Uehling, Greta (2015). „Genocide's Aftermath: Neostalinism in Contemporary Crimea”. Genocide Studies and Prevention 9 (1), 3–17. o. DOI:10.5038/1911-9933.9.1.1273.
- Vardys, V. Stanley (1971). „The Case of the Crimean Tartars”. The Russian Review 30 (2), 101–110. o. DOI:10.2307/127890. JSTOR 127890.
- Weiner, Amir (2002). „Nothing but Certainty”. Slavic Review 61 (1), 44–53. o. DOI:10.2307/2696980. JSTOR 2696980.
- Williams, Brian Glyn (2002). „Hidden ethnocide in the Soviet Muslim borderlands: The ethnic cleansing of the Crimean Tatars”. Journal of Genocide Research 4 (3), 357–373. o. DOI:10.1080/14623520220151952.
- Williams, Brian Glyn (2002). „The Hidden Ethnic Cleansing of Muslims in the Soviet Union: The Exile and Repatriation of the Crimean Tatars”. Journal of Contemporary History 37 (3), 323–347. o. DOI:10.1177/00220094020370030101. JSTOR 3180785.
- Zeghidour, Sliman (2014). „Le désert des Tatars” (francia nyelven). Association Médium 40 (3), 83. o. DOI:10.3917/mediu.040.0083.

### Nemzetközi és civil szervezetek
- Prokopchuk, Natasha: Helping Crimean Tatars feel at home again. UNHCR, 2005. június 8. (Hozzáférés: 2017. szeptember 5.)
- Amnesty International: A Chronicle of Current Events - Journal of the Human Rights Movement in the USSR, 1973. (Hozzáférés: 2021. április 23.)
- Human Rights Watch: Punished Peoples" of the Soviet Union: The Continuing Legacy of Stalin's Deportations, 1991
- Office of the United Nations High Commissioner for Human Rights. „Report on the human rights situation in Ukraine” (Hozzáférés: 2017. augusztus 4.)
- Office of the United Nations High Commissioner for Human Rights. „Report of the Special Rapporteur on minority issues, Rita Izsák - Addendum - Mission to Ukraine” (Hozzáférés: 2017. augusztus 4.)
- Office of the United Nations High Commissioner for Human Rights: Press briefing notes on Crimean Tatars, 2016. (Hozzáférés: 2017. augusztus 4.)